# Первое кафе «Принц»
«Первое кафе „Принц“» (кор. 커피프린스 1호점, нр. Keopipeurinseu 1 Hojeom, англ. The 1st Shop of Coffee Prince) — южнокорейский телесериал 2007 года. Главные роли исполнили Юн Ын Хе, Кон Ю, Ли Сон Гюн и Чхэ Чжон Ан. Сериал транслировался на канале MBC по понедельникам и вторникам со 2 июля по 28 августа 2007 года.

## Сюжет

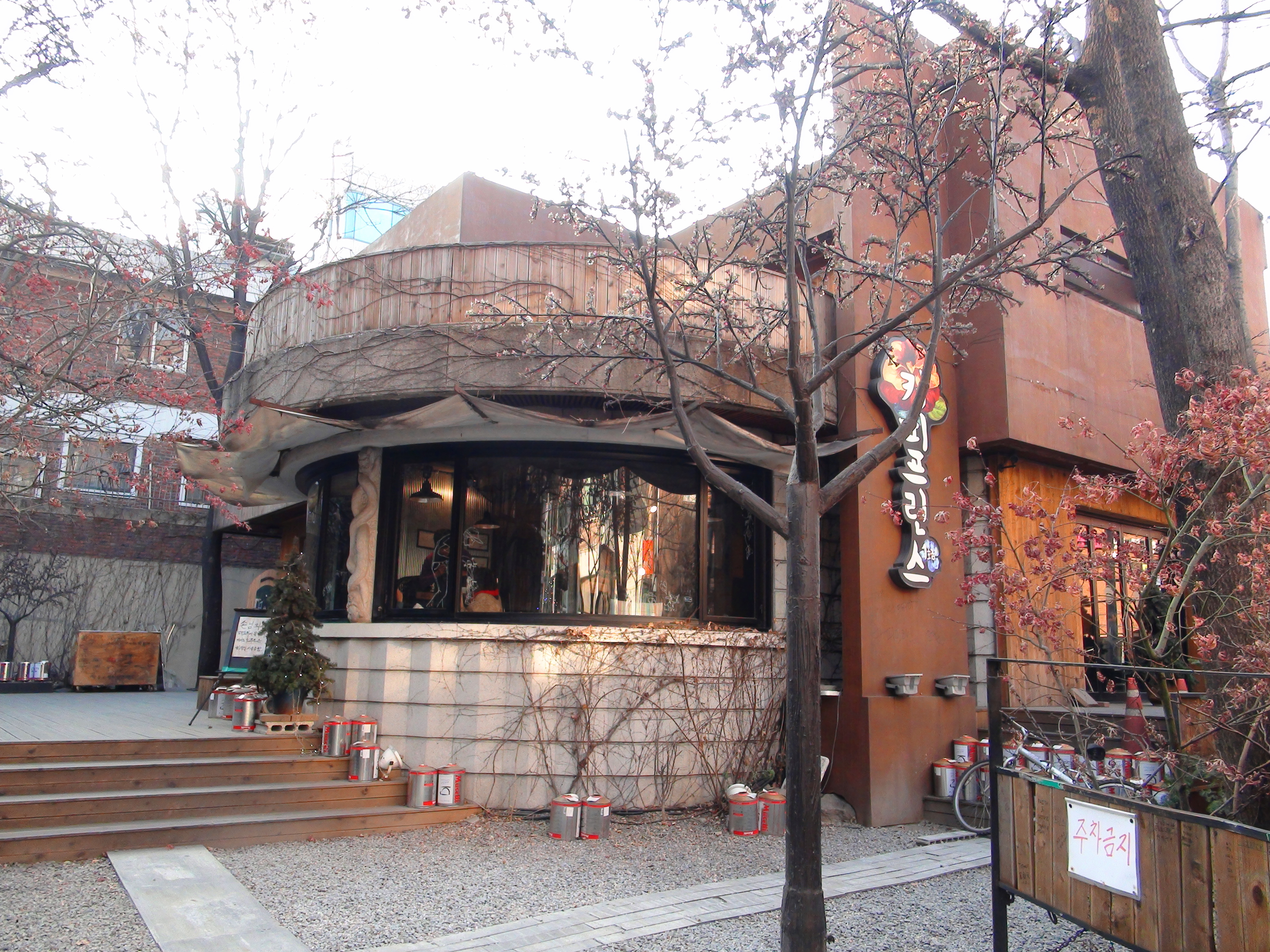
Снаружи кафе. Сеул, 2012 год

Энергичную и жизнерадостную Го Ын Чан с детства принимают за мальчишку. Платьям и туфлям она предпочитает футболки и кеды, хорошо дерётся и ест в несколько раз больше крупного мужчины. Энергия ей необходима, чтобы справиться с десятком дел, которыми она занята в течение дня. Но всё же той зарплаты, что она получает, оказывается недостаточно, чтобы оплатить поднятую арендную плату за дом, где она живёт с матерью и младшей сестрой. Совершенно случайно она знакомится с мужчиной из богатой семьи, который просит её о небольшой услуге, чтобы отвязаться от многочисленных невест, сосватанных родителями. За всю жизнь Хан Кёль привык бездельничать и развлекаться, но внезапно после неудачи со свиданиями бабушка вынуждает его заняться собственным бизнесом. Под своё руководство он получает совершенно неприбыльную и захламлённую кофейню, чтобы через три месяца получить доход, втрое превышающий вложенную сумму. Ын Чан просто необходима эта работа, и она убеждает своего нового друга взяться за это дело. На работу в новое кафе «Принц» Хан Кёль нанимает только парней, но Ын Чан и не торопится раскрывать, что на самом деле она — девушка.

## В ролях

### В главных ролях
- Юн Ын Хе — Го Ын Чан
- Кон Ю — Чхве Хан Кёль
- Ли Сон Гюн — Чхве Хан Сон
- Чхэ Чжон Ан — Хан Ю Чжу

### Второстепенный состав
- Ли Он — Хван Мин Юп (кофейный «принц», влюблённый в Ын Сы)
- Ким Дон Ук — Джин Ха Рим (кофейный «принц»)
- Ким Джэ Ук — Но Сун Ки (вафельный «принц»)
- Ким Чхан Ван — Хон Ге Шик (второй управляющий кафе «Принц»)
- Ким Ён Ок — бабушка Хан Кёля
- Ким Чжа Ок — мать Хан Кёля
- Чхве Иль Хва — отец Хан Кёля
- Юн Джи Ю — Го Ын Сы (сестра Ын Чан)
- Пак Вон Сук — Чжи Ян (мать Ын Чан)
- Ли Хан Ви — мистер Ку (владелец мясной лавки)
- Ким Чон Ми — DK (бывший Ю Чжу)
- Нам Мён Рёль — Мён Чже (друг из прошлого отца Хан Кёля)
- Хан Да Мин — Хан Бёль (девушка Ха Рима)
- Чхве Ын Со — На Да Ян (девушка, которая хочет научиться печь вафли)
- Бан Хе Ра — мать Ю Чжу

## Производство

### Разработка
Сценарий дорамы под псевдонимом Ли Чжон А написала автор романа Ли Сон Мин.

### Кастинг
Первоначально на главные роли были приглашены актёры Ким А Джун и Чхон Чжон Мён. Ким А Джун отклонила предложение, так как являлась лицом марки шампуня и не могла состричь волосы. Чхон Чжон Мён отказался из-за съёмок в другом проекте.
В начале апреля 2007 года стали известны исполнители главных ролей: Юн Ын Хе и Ли Сон Гюн (4 апреля), Гон Ю (9 апреля). 30 апреля появились статьи, согласно которым роль Ю Чжу должна исполнить актриса и певица Пак Джи Юн, но 8 мая вышли опровержения. 27 мая было объявлено, что Чхэ Чжон Ан сыграет Ю Чжу.

### Съёмки

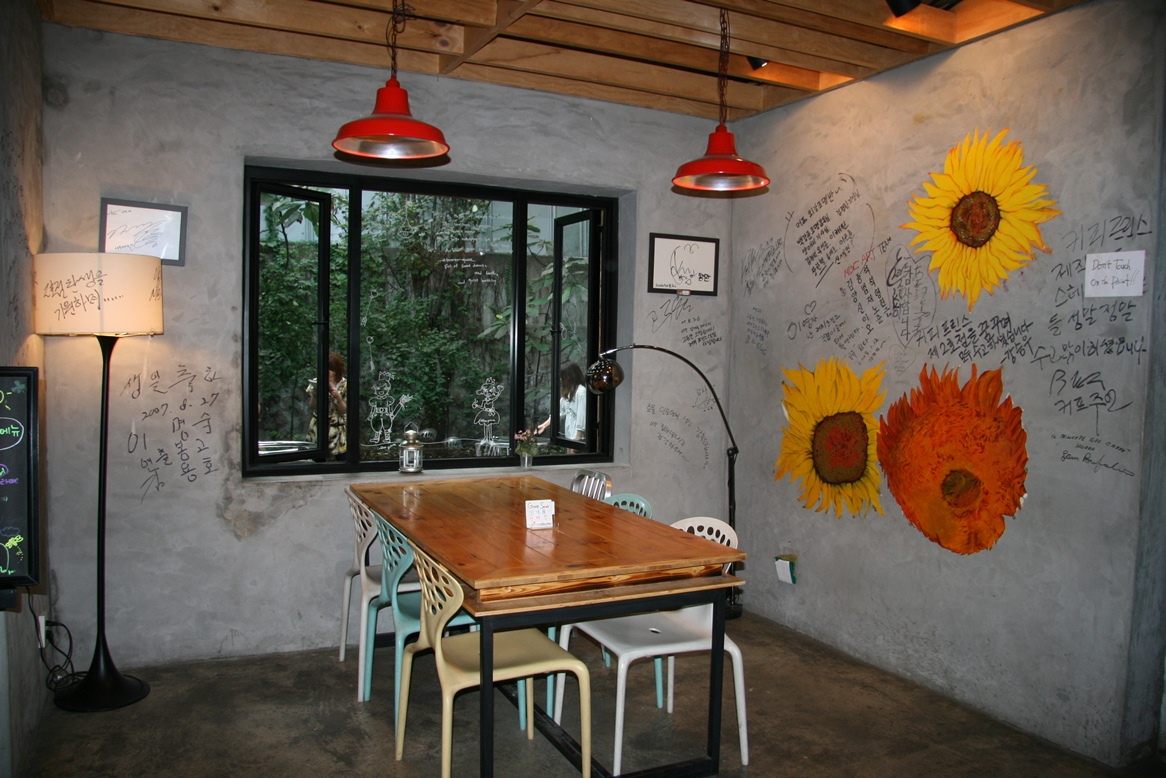
Внутренний интерьер кафе

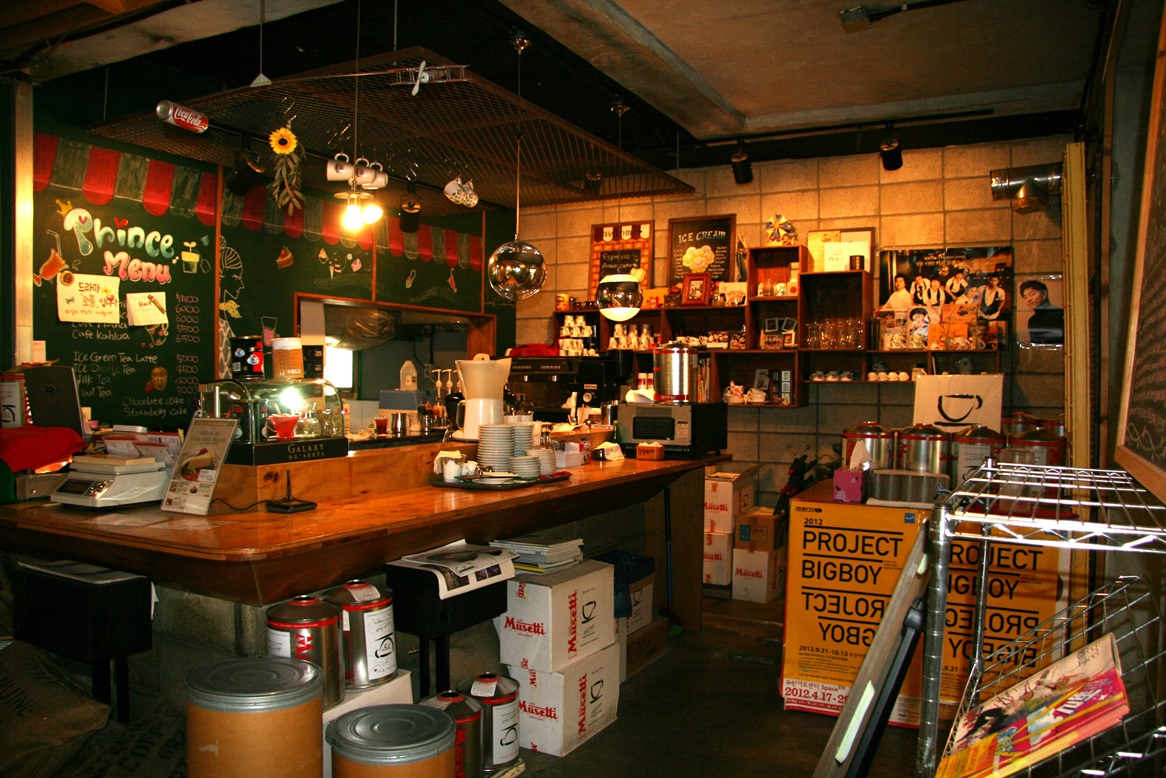
Прилавок

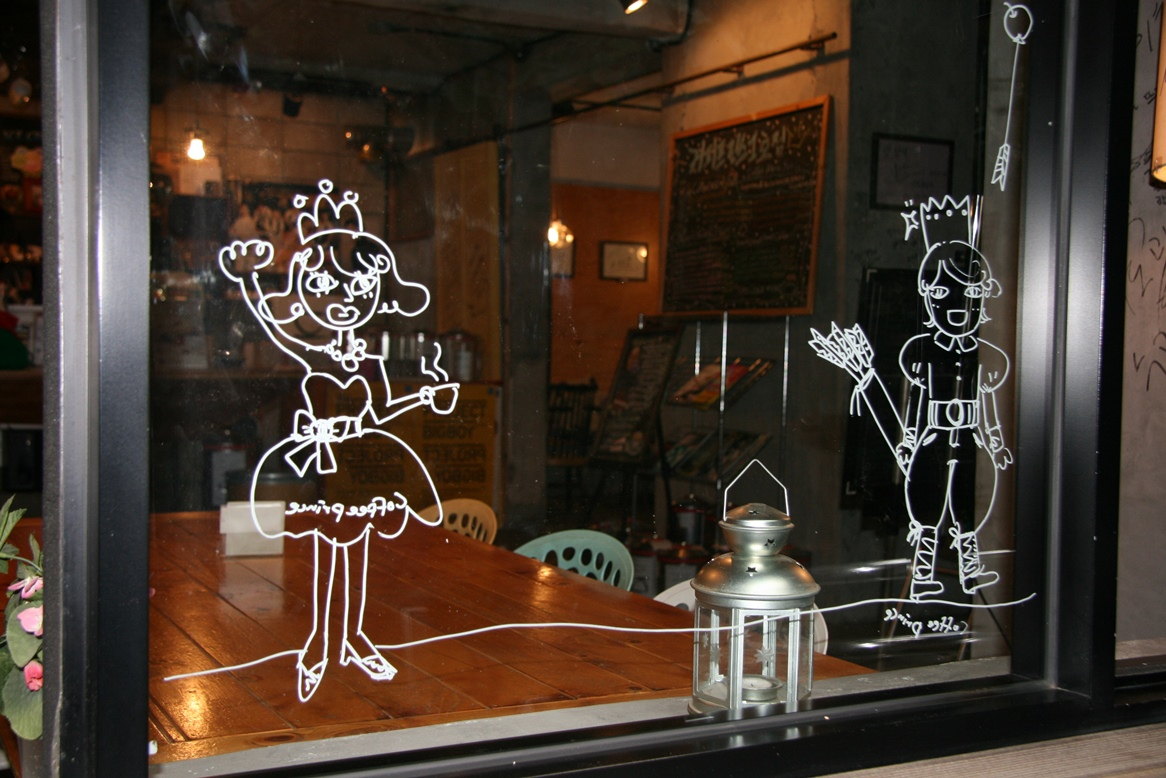
Окно

Съёмки проходили с 30 апреля по 27 августа 2007 года.
Из-за популярности у зрителей дораму продлили на один (17-й) эпизод и специальный выпуск, вместо запланированных 16 эпизодов.

### Локации
Для съёмок использовались следующие места в Сеуле:
- Сцены в кафе снимали в старом заведении в районе Хондэ, предварительно сделав ремонт. По завершении съёмок кафе открылось для посетителей. В качестве декора в зале были выставлены предметы съёмочного реквизита.
- Анимационный центр Сеула у подножия горы Намсан: крыша использовалась в качестве внешней террасы дома Хан Кёля.
- Ресторан Yeonhui Matgil (или Yeonhee Street of Flavors) в районе Мапхогу: китайский ресторан, в котором обедали Хан Кёль и Ын Чан.
- Bugak Palgakjeong Pavilion в районе Чонногу: место пробежек Хан Кёля, и место встречи с Ю Чжу и Ын Чан в 7 серии.
- Gwanghwamun Branch — главный магазин крупнейшей книжной сети Kyobo Book Centre: Хан Кёль покупает книги для Ын Чан.
- Hongdae Playground (или «Детский парк Хоник») в районе Хондэ: Хан Кёль покупает Ю Чжу кепку (вдоль Wausan-ro между детской площадкой и университетом Хоник).
- Дорога вдоль кирпичной стены между школами для девочек Duksung и Pungmoon напротив улицы Инсадон: Хан Кёль помогает Ын Чан во время дождя, когда она роняет мешки с куклами.

В 2011 году район Хондэ и кофейня были показаны в документальном фильме о волне халлю «У Сеула есть душа». Фильм был снят National Geographic.

## Отличия от книги
Сюжет дорамы повторяет роман лишь в некоторых основных моментах. В частности, вторая половина дорамы — абсолютно новый материал. Характеры персонажей также заметно отличаются от романа. Наибольшее сходство у Хан Кёля, но с большими оговорками.
Некоторые из отличий:
- У Хан Кёля есть старший брат. Он женат и работает в семейном бизнесе (компания Dong-in Foods). Мать Хан Кёля также занимает руководящую должность. Всё семейство, включая Хан Кёля, живёт в одном доме.
- В романе во главе семейного бизнеса стоит отец Хан Кёля. Он подбирает сыну невест и требует, чтобы тот либо женился, либо занялся делами.
- В дораме Хан Сон — композитор, никак не связанный с компанией Dong-in Foods. В романе компания раньше принадлежала его семье, пока отец Хан Кёля не увёл её у отца Хан Сона. Хан Сон продолжает работать в компании, но таит обиду.
- Ын Чан не знает, что Хан Кёль владеет кафе. Хан Кёль решает взять её на работу по собственной инициативе.
- В романе одного из «принцев» зовут Нак Гён. В дораме такого персонажа нет, но некоторые элементы его истории появляются у Мин Юпа.
- Хан Кёль не занимается игрушками и не собирается уезжать в Нью-Йорк.
- Ю Чжу расторгает помолвку с Хан Соном из-за сложностей в семье. Её отец попадает под подозрение во взяточничестве и порывает отношения с семьей Хан Сона, чтобы на них тоже не пала тень, а Ю Чжу отправляет в США. Ю Чжу возвращается через три года, но Хан Сон не может её простить.
- Ха Рим первым из «принцев» узнаёт, что Ын Чан девушка.
- Ын Чан не испытывает романтических чувств к Хан Сону.
- Мин Юп не влюблён в Ын Сан и не работает в кафе. Он появляется лишь изредка.
- Хан Кёль — незаконнорожденный сын от внебрачной связи отца и певицы. Сначала отец хотел откупиться от женщины, но бабушка Хан Кёля не хотела бросать ребенка. Чтобы скрыть правду от (приёмной) матери Хан Кёля, они организовали официальное усыновление (родная мать Хан Кёля позже уехала в США). Но меньше чем через полгода (приёмная) мать Хан Кёля узнала правду, но продолжила растить его как родного сына.
- Ни Ын Чан, ни «принцы» поначалу не знают, из какой семьи происходит Хан Кёль. Они знают, что он богат, но не знают, что он чеболь.
- Сун Ки хорошо поёт и раньше подрабатывал в клубе. Он сбежал оттуда, украв деньги, чтобы оплатить лечение матери.
- В дораме Хан Кёль целует Ын Чан и признаётся в любви до того, как узнаёт её настоящий пол. В романе Хан Кёль узнаёт правду прежде, чем решается признаться: в кафе врываются бандиты, разыскивающие Сун Ки, и Ын Чан получает травму в драке. Её отвозят в больницу, где Хан Кёль узнаёт, что Ын Чан девушка.
- Хан Кёль не разговаривает с Ын Чан следующие пять месяцев. Он возвращает кафе Хон Ге Шику и уходит заниматься семейным бизнесом.
- Ын Сы успешно проходит прослушивание и усердно практикуется в пении и танцах. Часто вместе с Сун Ки, с которым начинает встречаться.
- Хон Ге Шику приходит идея открыть «Второе кафе „Принц“» и т. д. Они ведут переговоры с компанией Dong-in Foods. Хан Сон — представитель компании, который ведёт с ними дела. Задумка про кафе «Принцесса» только в дораме.
- Хотя в романе Ын Чан проявляет интерес к кофе, но стать баристой ей подсказывает Хон Ге Шик.
- Ын Чан приходит в Dong-in Foods, чтобы обсудить дела с Хан Соном. Когда мимо проходит Хан Кёль, она выплёскивает на него всё, что накопилось. Они спорят какое-то время, затем Хан Кёль целует её и все в зале аплодируют.
- Хан Кёль продолжает работать в Dong-in Foods, чтобы в будущем стать директором. Хан Сон работает вместе с ним.
- Ын Чан не уезжает в Италию.

## Саундтрек
| №                   | Название                                                       | Артист                             | Длительность |
| ------------------- | -------------------------------------------------------------- | ---------------------------------- | ------------ |
| 1.                  | «Lalala, It's Love!»                                           | The Melody                         | 3:16         |
| 2.                  | «White Love Story»                                             | As One                             | 4:37         |
| 3.                  | «How About a Cup of Coffee?»                                   | Humming Urban Stereo (feat. Yozoh) | 3:44         |
| 4.                  | «Go Go Chan!!»                                                 | Tearliner (feat. Yozoh)            | 2:05         |
| 5.                  | «Coffee Flutters» (Guitar Instrumental)                        | Tearliner                          | 2:14         |
| 6.                  | «For A While»                                                  | MNI Min-jae                        | 4:15         |
| 7.                  | «Mocha»                                                        | Casker                             | 3:50         |
| 8.                  | «Travel to the Sea» (Choi Han Sung Version)                    | Ли Сон Гюн                         | 2:18         |
| 9.                  | «A Piece of Sunshine» (Instrumental)                           | Tearliner                          | 0:57         |
| 10.                 | «Polly»                                                        | The Melody                         | 3:12         |
| 11.                 | «Lovey Dovey»                                                  | Tearliner                          | 1:03         |
| 12.                 | «Travel to the Sea»                                            | Tearliner                          | 3:45         |
| 13.                 | «Double Shot»                                                  | Casker                             | 2:10         |
| 14.                 | «Good Memory» (Instrumental)                                   | Tearliner                          | 2:02         |
| 15.                 | «Gently Sitting in the Wind» (Travel to the Sea Piano Version) | Tearliner (with Oh Soo Kyung)      | 2:32         |
| 16.                 | «Go Go Chan!!» (ТВ-версия)                                     | Tearliner (feat. Yozoh)            | 2:04         |
| Общая длительность: | Общая длительность:                                            | Общая длительность:                | 44:04        |

| №                   | Название                                               | Артист                  | Длительность |
| ------------------- | ------------------------------------------------------ | ----------------------- | ------------ |
| 1.                  | «Love Is Weaken When It Comes Out Of Mouth»            | Low End Project         | 3:27         |
| 2.                  | «유주, 한성 Dialogue 다시 만난 두 사람, 그리고 베이글» | Ли Сон Гюн, Чхэ Чжон Ан | 1:26         |
| 3.                  | «GoodBye»                                              | The Melody              | 3:19         |
| 4.                  | «May»                                                  | Belle Epoque            | 4:57         |
| 5.                  | «Again» (Acoustic Version)                             | Cloud Cuckoo Land       | 4:27         |
| 6.                  | «A Desired Confession»                                 | Casker                  | 3:34         |
| 7.                  | «Gazer Razer» (Studio Live Version)                    | Tearliner               | 2:45         |
| 8.                  | «은찬, 한결 Dialogue 은찬과 한결의 화해»               | Гон Ю, Юн Ын Хе         | 3:39         |
| 9.                  | «Make Up»                                              | Adult Child             | 5:05         |
| 10.                 | «I'll Be A Virgin I'll Be A Mountain»                  | Maximilian Hecker       | 3:59         |
| 11.                 | «November»                                             | Fanny Fink              | 1:41         |
| 12.                 | «은찬 Dialogue 소리내어 우는 은찬»                     | Юн Ын Хе                | 0:42         |
| 13.                 | «Raincoat» (A Passing Rain Version)                    | Tearliner               | 5:08         |
| 14.                 | «Comfort»                                              | Misty Blue              | 5:01         |
| 15.                 | «한성 Dialogue 사랑이 아니라, 흔들린 거야»             | Ли Сон Гюн, Чхэ Чжон Ан | 1:36         |
| 16.                 | «Alien»                                                | Arco                    | 3:42         |
| 17.                 | «한결 Dialogue 한결의 고백»                            | Гон Ю                   | 1:46         |
| 18.                 | «Sad Thing»                                            | Adult Child             | 6:05         |
| 19.                 | «한결, 은찬 Dialogue 의형제 맺기로 한 은찬과 한결»     | Гон Ю, Юн Ын Хе         | 1:10         |
| 20.                 | «I Messed Up The Relationship»                         | Low End Project         | 3:50         |
| 21.                 | «Oh My God»                                            | Kim Chang Wan           | 3:50         |
| 22.                 | «Coffee Is»                                            | Cloud Cuckoo Land       | 3:26         |
| 23.                 | «Running»                                              | Donawhale               | 4:26         |
| 24.                 | «은찬, 한결 Dialogue 성장하는 사람»                    | Гон Ю, Юн Ын Хе         | 1:35         |
| 25.                 | «A Good Person»                                        | Fanny Fink              | 4:12         |
| 26.                 | «Wishy-Washy Boy» (Guide Version)                      | Tearliner               | 3:25         |
| 27.                 | «Last Arpeggios»                                       | Bluedawn                | 4:48         |
| 28.                 | «한결, 은찬 Dialogue 사랑의 발견»                      | Гон Ю, Юн Ын Хе         | 2:14         |
| 29.                 | «Balloons & Champagne»                                 | Ephemera                | 4:07         |
| 30.                 | «Novaless»                                             | Tearliner               | 4:51         |
| 31.                 | «한결 Dialogue 고은찬 빨리와라!! 고은찬 보고싶다!!»    | Гон Ю                   | 1:22         |
| 32.                 | «Perfect World»                                        | Arco                    | 3:53         |
| 33.                 | «Space Island» (Moon Version)                          | Tearliner               | 3:41         |
| Общая длительность: | Общая длительность:                                    | Общая длительность:     | 1:53:09      |

## Рейтинги
| Дата показа     | № серии | Национальный | Сеул   |
| --------------- | ------- | ------------ | ------ |
| 2 июля 2007     | 1       | 14.4 %       | 15.5 % |
| 3 июля 2007     | 2       | 15.3 %       | 16.2 % |
| 9 июля 2007     | 3       | 18.1 %       | 18.6 % |
| 10 июля 2007    | 4       | 19.0 %       | 19.8 % |
| 16 июля 2007    | 5       | 19.3 %       | 20.1 % |
| 17 июля 2007    | 6       | 23.2 %       | 23.9 % |
| 23 июля 2007    | 7       | 25.2 %       | 25.3 % |
| 24 июля 2007    | 8       | 26.8 %       | 28.1 % |
| 30 июля 2007    | 9       | 25.2 %       | 26.2 % |
| 31 июля 2007    | 10      | 25.9 %       | 27.3 % |
| 6 августа 2007  | 11      | 28.4 %       | 30.8 % |
| 7 августа 2007  | 12      | 29.9 %       | 31.4 % |
| 13 августа 2007 | 13      | 29.3 %       | 32.1 % |
| 14 августа 2007 | 14      | 28.1 %       | 30.5 % |
| 20 августа 2007 | 15      | 27.1 %       | 29.0 % |
| 21 августа 2007 | 16      | 28.5 %       | 30.8 % |
| 27 августа 2007 | 17      | 27.7 %       | 29.5 % |
| Средний         | Средний | 24,2 %       | 25,6 % |
| 28 августа 2007 | 18      | 16,75 %      | 18,4 % |

## Награды
| Год  | Награда                          | Категория                             | Получатель              | Результат |
| ---- | -------------------------------- | ------------------------------------- | ----------------------- | --------- |
| 2007 | Korea Drama Awards               | Самый популярный актер                | Ким Дон Ук              | Победа    |
| 2007 | Korea Drama Awards               | Самый популярный актер                | Ким Джэ Ук              | Победа    |
| 2007 | Korea Drama Awards               | Самый популярный актер                | Ли Он                   | Победа    |
| 2007 | Korea Drama Awards               | Самый популярный актер                | Ли Хан Ви               | Победа    |
| 2007 | MBC Drama Awards                 | Высочайшее мастерство — Актриса       | Юн Ын Хе                | Победа    |
| 2007 | MBC Drama Awards                 | Высокое мастерство — Актер            | Гон Ю                   | Победа    |
| 2007 | MBC Drama Awards                 | Высокое мастерство — Актер            | Ли Сон Гюн              | Номинация |
| 2007 | MBC Drama Awards                 | Высокое мастерство — Актриса          | Чхэ Чжон Ан             | Номинация |
| 2007 | MBC Drama Awards                 | Лучший новый актер                    | Ли Он                   | Номинация |
| 2007 | MBC Drama Awards                 | Премия Гильдии продюсеров             | Ким Чхан Ван            | Победа    |
| 2007 | MBC Drama Awards                 | Любимая драма года у телезрителей     | Первое кафе «Принц»     | Номинация |
| 2007 | MBC Drama Awards                 | Самый популярный актёр                | Гон Ю                   | Номинация |
| 2007 | MBC Drama Awards                 | Самая популярная актриса              | Юн Ын Хе                | Номинация |
| 2007 | MBC Drama Awards                 | Лучшая экранная пара                  | Юн Ын Хе, Гон Ю         | Номинация |
| 2007 | MBC Drama Awards                 | Лучшая экранная пара                  | Ли Сон Гюн, Чхэ Чжон Ан | Номинация |
| 2008 | Baeksang Arts Awards             | Лучшая драма                          | Первое кафе «Принц»     | Номинация |
| 2008 | Baeksang Arts Awards             | Лучшая актриса                        | Юн Ын Хе                | Победа    |
| 2008 | Baeksang Arts Awards             | Лучший новый режиссер (ТВ)            | Ли Юн Чон               | Победа    |
| 2008 | Baeksang Arts Awards             | Лучший сценарий (ТВ)                  | Ли Чжон А, Чан Хён Джу  | Номинация |
| 2008 | Korea PD Awards                  | Лучшая драма                          | Первое кафе «Принц»     | Победа    |
| 2008 | Seoul International Drama Awards | Лучшая актриса                        | Юн Ын Хе                | Номинация |
| 2008 | Monte Carlo TV Festival          | Лучший телевизионный сериал (комедия) | Первое кафе «Принц»     | Номинация |
| 2008 | Monte Carlo TV Festival          | Лучшая актриса                        | Юн Ын Хе                | Номинация |

## Международные трансляции
- С 1 января по 19 марта 2008 года на Филиппинах в дубляже на канале GMA Network, где она получила высокие рейтинги[6]. Повтор с английскими субтитрами прошёл на Animax Asia в 2010 году и на GMA News TV с 19 сентября по 4 октября 2016 года.
- Начиная с 3 января 2008 года на Тайване на канале Video Land[7].
- Начиная с 19 апреля 2008 года в Таиланде на канале Channel 7.
- 11 августа 2010 года в Японии на Fuji TV в рамках фестиваля Hallyu Alpha Summer Festival[8].
- В 2010 году в Малайзии на канале Animax Asia с малайзийским дубляжом и с английскими субтитрами[9].
- Начиная с 8 декабря 2013 года на Ближнем Востоке на канале MBC 4 под названием Makha al amir.
- С октября 2014 года в Индии на канале Puthuyugam TV с тамильским дубляжом[10].
- Начиная с сентября 2016 года в Чили на канале ETC.
- В 2021 году с русским дубляжом на канале Дорама.

Дорама доступна на Netflix, но вырезана сцена, как Хан Кёль будит Ын Чан песней в 17 серии.

## Другие версии

### Телевидение
В 2012 году ремейк дорамы вышел в Таиланде и на Филиппинах.
В 2017 году ремейк дорамы вышел в Малайзии под названием My Coffee Prince.
В 2018 году вышел китайский ремейк под названием Prince Coffee Lab.

### Театр
16 ноября 2007 года в Сеуле состоялась премьера театральной постановки по мотивам дорамы. Главные роли исполняли: Ким Си Ян и Ким Тон Хва в роли Ын Чан, Юн Джин Хо и Ким Хан в роли Хан Кёля, Ким Те Ян и Бэ Чжи Сан в роли Хан Сона, Ким Го Ву в роли Ю Чжу. Показ завершился 2 марта 2008 года.
Ещё одна постановка по мотивам дорамы проходила в Тэгу.

### Проект фильма
30 апреля 2009 года было объявлено о фильме по мотивам дорамы. Съёмки должны были начаться в октябре с новым актёрским составом, но проект не был осуществлён.